# Zlatý Kopec
Zlatý Kopec (německy Goldenhöhe) je malá vesnice, část města Boží Dar v okrese Karlovy Vary v Karlovarském kraji. Nachází se asi pět kilometrů severozápadně od Božího Daru. Zlatý Kopec leží v katastrálním území Ryžovna o výměře 29,4 km².

## Historie
První písemná zmínka o vesnici pochází z roku 1785.

## Obyvatelstvo
Při sčítání lidu v roce 1921 zde žilo 276 obyvatel (z toho 123 mužů), z nichž bylo šest Čechoslováků, 267 Němců a tři cizinci. Kromě tří evangelíků a dvou členů jiných nezjišťovaných církví se hlásili k římskokatolické církvi. Podle sčítání lidu z roku 1930 měla vesnice 318 obyvatel: sedm Čechoslováků, 293 Němců a osmnáct cizinců. Až na pět evangelíků a pět lidí bez vyznání byli římskými katolíky.
|                                                                   | 1869 | 1880 | 1890 | 1900 | 1910 | 1921 | 1930 | 1950 | 1961 | 1970 | 1980 | 1991 | 2001 | 2011 | 2021 |
| ----------------------------------------------------------------- | ---- | ---- | ---- | ---- | ---- | ---- | ---- | ---- | ---- | ---- | ---- | ---- | ---- | ---- | ---- |
| Obyvatelé                                                         | 249  | 266  | 258  | 265  | 337  | 276  | 318  | 10   | 5    | 5    | —    | 2    | 6    | 1    | 1    |
| Domy                                                              | 28   | 28   | 29   | 31   | 31   | 32   | 42   | 38   | —    | 3    | —    | 4    | 4    | 6    | 6    |
| Počet domů z roku 1961 je zahrnut v domech místní části Boží Dar. |      |      |      |      |      |      |      |      |      |      |      |      |      |      |      |

## Obecní správa
Při sčítání lidu v letech 1869–1930 Zlatý Kopec byl osadou obce Ryžovna v okrese Jáchymov. V letech 1950–1978 byl častí města Boží Dar, se kterým patřil nejprve do okresu Karlovy Vary-okolí, ale v letech 1961–1978 v okrese Karlovy Vary. Od 1. ledna 1979 do 28. února 1990 byl částí města Jáchymov v okrese Karlovy Vary. Od 1. března 1990 je opět částí města Boží Dar v okrese Karlovy Vary.